# 日本公使馆旧址
日本公使馆旧址，位于北京市东城区东交民巷21、23号，是1900年義和團之亂之前的大日本帝國駐大清帝國公使館旧址。

## 历史
清朝同治十一年（1872年），日本在北京开设公使馆，起初是利用在东四六条胡同购买的民宅。当时各国公使馆都设在东江米巷（今称东交民巷），日本公使乃向政府申请到购房费31,500日元及改建费13,500日元，购置了东交民巷一处民房并加以改扩建。光绪十年（1884年8月6日），日本外务省雇片山东熊任公使馆设计和工程监督。1885年5月开工，1886年8月完工。
这处日本公使馆旧馆是东交民巷地区现存最早的建筑物，是该地区唯一保留至今的19世纪建造的建筑。其设计者片山东熊是日本最早受近代建筑学高等教育的四名建筑师之一。
中华人民共和国时期，该建筑成为中共北京市委宿舍。

## 建筑
该公使馆的大门仅存遗迹，主要建筑由办公用的本馆及其后面的宿舍两部分组成。旁边的东交民巷23号为后期营房。
- 大门：公使馆临街的大门现仅存西侧门房。东侧门房原来紧邻原法国邮局西墙，现已被拆除。[1]
- 外交官住宅：大门西侧有一幢西式小楼，二层带局部地下室，是后期建造的外交官住宅，每层住两户。原先外墙是红砖砌筑，带荷兰风格，现被刷成灰色。[1]
- 本馆：建筑面积582.4平方米，砖墙承重木屋架的平房。高7.68米，檐高5.63米。据日本《在清国北京日本公使馆图》可知，原设计中的本馆由四栋房子围成，平面呈“口”字形。但实际建成的是由南、北、西三栋房子围成的“U”字形，东侧用木构走廊连接。其中的南房是片山东熊设计的新建部分，北房和西房是由原有的民宅改建。南房南侧是外廊，面阔大约30米，进深一间（约2.5米），是当时东南亚流行的殖民地式风格。本馆正立面七开间，以南面的入口为中心，左右对称，两侧各是三间连续拱劵。当初都是柱间设有栏杆的外廊。正中的入口是略向前凸的角柱，上面立有半圆拱，上部的三角形山花内有装饰着叶状图案的砖雕，两侧角柱上有菊花图案砖雕。正立面角柱上有鹿和牡丹等图案的砖雕，出自中国工匠之手。本馆北房南立面是中国传统民宅样式。[1]
- 宿舍：建筑面积117.7平方米，砖墙承重木屋架的平房。高4.24米，檐高3.29米。宿舍为一排平房，隔成四个套间房及三个单间房，南向门开，北向窗开，上部都是拱劵过梁。该建筑使用的青砖是京西通合砖窑生产，中庭走道所铺的砖上刻着“西通合”印记。墙体采用石灰、泥土混合灰浆砌成。宿舍东端与本馆东端之间原来设有浴室，后被毁而增建如今的房间。[1]
- 后期营房：位于东交民巷23号，共五幢二层楼，建于抗日战争期间日军占领北京时期。这些营房都是合居式住宅，应为下级军官住所。其中南北沿街的一幢占地面积较大，曾由日本宪兵总队细菌研究所使用。全部建筑都是砖木结构，红砖墙欧洲式风格。[1]